# Toricueije
Toricueije é um distrito do município brasileiro de Barra do Garças, no interior do estado de Mato Grosso. Segundo o censo demográfico de 2022, realizado pelo Instituto Brasileiro de Geografia e Estatística (IBGE), sua população era de 2 993 habitantes e havia 450 domicílios particulares permanentes ocupados. Foi criado pela lei estadual nº 2.077 de 14 de dezembro de 1963.
De acordo com o IBGE, em 2010 a população era de 2 931 habitantes e havia 534 domicílios particulares.